# Све су плаве
„Све су плаве” је југословенски кратки филм из 1978. године. Режирао га је Маријан Ходак који је написао и сценарио.

## Улоге
| Глумац         | Улога |
| -------------- | ----- |
| Вања Драх      |       |
| Љубица Јовић   |       |
| Данило Попржен |       |
| Иво Сердар     |       |